# Thomas Kroth
Thomas Kroth (ur. 26 sierpnia 1959 w Schwerte) – niemiecki piłkarz, występował na pozycji pomocnika. Obecnie jest dyrektorem wykonawczym agencji PRO Profil, zajmującej się merchandisingiem sportowym.

## Kariera klubowa
Kroth jest wychowankiem klubu SV Erlenbach. W 1976 roku przeszedł do juniorów Kickers Offenbach. W sezonie 1977/1978 został przesunięty do jego pierwszej drużyny, wówczas występującej w 2. Bundeslidze. W debiutanckim sezonie rozegrał tam dwa ligowe spotkania. Po jego zakończeniu odszedł do pierwszoligowego 1. FC Köln. W pierwszym sezonie nie zagrał jednak w barwach tego klubu ani razu. W pierwszej lidze niemieckiej zadebiutował 8 września 1979 w wygranym 8:0 meczu z Eintrachtem Brunszwik. W sezonie 1979/1980 zagrał z klubem w finale Pucharu Niemiec, jednak uległ tam z nim 1:2 Fortunie Düsseldorf. 16 sierpnia 1980 w wygranym 5:2 pojedynku z Arminią Bielefeld Kroth strzelił pierwszego gola w trakcie gry w niemieckiej ekstraklasie. W 1982 roku wywalczył z klubem wicemistrzostwo Niemiec, a rok później zdobył z nim Puchar Niemiec. W drużynie z Kolonii Kroth spędził w sumie cztery sezony. Łącznie rozegrał tam 56 ligowych spotkań i zdobył w nich 2 bramki.
W listopadzie 1982 przeszedł do innego pierwszoligowca - Eintrachtu Frankfurt. Pierwszy ligowy występ zanotował tam 13 listopada 1982 przeciwko Borussii Dortmund (3:1 dla Eintrachtu). W Eintrachcie Kroth grał przez trzy sezony, jednak przez ten czas nie odniósł z klubem większych sukcesów. Łącznie zagrał tam w 74 ligowych meczach, w których strzelił 13 goli.
Latem 1985 roku trafił do Hamburgera SV. W jego barwach zadebiutował 10 sierpnia 1985 w wygranym 4:1 meczu rozgrywek Bundesligi z 1. FC Kaiserslautern. W sezonie 1986/1987 wywalczył z klubem wicemistrzostwo Niemiec. W HSV grał przez trzy lata. W sumie wystąpił tam w 73 ligowych spotkaniach i strzelił nich 6 goli.
W 1988 roku został zawodnikiem Borussii Dortmund, podobnie jak jego dotychczasowy klub występującej w ekstraklasie. W sezonie 1988/1989 zdobył z klubem Puchar Niemiec. W trakcie dwóch lat gry dla Borussii, rozegrał tam 53 ligowe spotkania. W 1990 roku zakończył karierę.

## Kariera reprezentacyjna
W reprezentacji RFN-u U-21 rozegrał 13 spotkań i zdobył jedną bramkę. W kadrze seniorskiej zagrał jeden raz. Był to spotkanie rozegrane 29 stycznia 1985 przeciwko Węgrom (1:0 dla Węgier). W tamtym meczu wszedł na boisko 46. minucie, zmieniając Olafa Thona.